# Pietro Bianchi (aixecador)
Pietro Ubaldo Bianchi (Gènova, 14 de febrer de 1895 – Gènova, 21 de maig de 1962) fou un aixecador italià que va competir a començaments del segle xx.
El 1920 va prendre part en els Jocs Olímpics d'Anvers, on disputà la prova del pes mitjà, per a aixecadors amb un pes inferior a 75 kg, del programa d'halterofília. En ella guanyà la medalla de plata amb un pes total de 235,0 kg alçats.